# El Lloar
El Lloar è un comune spagnolo di 114 abitanti situato nella comunità autonoma della Catalogna.